# Joanna Kapusta
Joanna Kapusta, z domu Prysak (ur. 24 lutego 1967) – polska lekkoatletka, specjalizująca się w rzucie oszczepem, medalistka mistrzostw Polski.

## Kariera sportowa
Była zawodniczką AZS-AWF Warszawa.
Na mistrzostwach Polski seniorek zdobyła dwa medale w rzucie oszczepem - brązowy w 1992 i srebrny w 1993. 
Jest absolwentką Akademii Wychowania Fizycznego w Warszawie (1993), pracuje jako nauczycielka wychowania fizycznego w II Liceum Ogólnokształcącym im. Mikołaja Kopernika w Mielcu.
Rekord życiowy w rzucie oszczepem: 54,18 m (24 lipca 1993).